# Jeff Buckley
Jeff Scott Buckley (n. 17 noiembrie 1966, Anaheim, California, SUA – d. 29 mai 1997, Memphis, Tennessee, SUA) a fost un muzician american.

## Biografie
Jeffrey Buckley s-a născut la 17 noiembrie 1966, în Anaheim (Orange County, California), fiind singurul fiu al lui Tim Buckley și Mary Guibert. Tatăl avea origini irlandeze, iar mama rădăcini grecești, franceze, americane și panameze. 
Familia sa era o familie de muzicieni. Tim Buckley a fost un vocalist de jazz și folk foarte apreciat (registrul său urca până la cinci octave), care a murit din cauza excesului de droguri în 1975. Mama sa știa să cânte la pian și la violoncel. Tatăl vitreg l-a făcut să asculte de mic Led Zeppelin, Jimi Hendrix și Pink Floyd. Jeff Buckley spunea că „toată lumea din familie cânta”. Primul album pe care l-a avut a fost Physical Graffiti, al celor de la Zeppelin. La 13 ani a primit prima chitară electrică. În liceu, a început să asculte progressive și jazz fusion și a cântat în trupa de jazz a școlii. 
După absolvire, a urmat niște cursuri la Musicians Institute (Hollywood, California), pe care le-a socotit o „pierdere de vreme”, exceptând câteva noțiuni de teorie muzicală, mai ales armoniile care însoțesc muzica lui Ravel, Ellington sau Bartók. Interesant e că până în 1990, prestația sa vocală în diferite trupe se reducea la voce de fundal. 
În 1990 începe să se intereseze de qawwali - muzica sufiților din India și Pakistan și compune două din cele mai bune piese ale lui, Eternal Life și Unforgiven (devenită mai târziu Last Goodbye). Colaborează mai apoi cu Gary Lucas la melodiile Grace și Mojo Pin (un cântec compus, se pare, sub inspirația heroinei). 
În 1993, scoate albumul Grace cu o trupă personală formată din: Jeff Buckley - orgă, dulcimer, chitară, muzicuță, tabla, vocal; Mick Grondahl - chitară bas; Michael Tighe - chitară; Matt Johnson - percuție, tobe, vibrafon; Gary Lucas - 'Magical Guitarness' pe Mojo Pin și Grace; Karl Berger - coarde; Loris Holland - orgă; Misha Masud - tabla. Jimmy Page însuși avea să considere acest album „cel mai bun al deceniului”, iar David Bowie a afirmat că ar fi printre cele zece discuri pe care le-ar lua pe o insulă pustie. 
După câteva concerte susținute la Glastonbury, la Paris, în Australia, Germania sau Japonia, începe să lucreze la al doilea album al său, My Sweetheart the Drunk. La 29 mai 1997 a mers să înoate în Wolf River, un afluent al fluviului Mississippi, în care Jeff Buckley și-a trăit ultimele clipe de viață. Cauza morții nu este cunoscută. Cu o seară înainte, Jeff a recunoscut că suferă de tulburare bipolară.

## Discografie
Albume antume
- Grace (1994)

Albume postume
- Sketches for My Sweetheart The Drunk (1998)
- Mystery White Boy (2000)
- Live In Chicago (DVD/Video) (2000)
- Live à L'Olympia (2001)
- Songs To No One 1991-1992 (2002)
- Live at Sin-é Legacy Edition (2003)
- Grace EP's (2002)
- Grace Legacy Edition (2004)
- So Real : Songs From Jeff Buckley (2007) (Compilație)

Singles, EP
- The Babylon Dungeon Sessions (1990)
- Live at Sin-é (1993)
- Hard Lucky Tour Australia (1995)
- Last Goodbye (1995)
- Live From The Bataclan (1996)
- Everybody Here Wants You (1998)
- So Real (1999)
- Eternal Life (1999)